# Wincentów (Końskie)
Pour les articles homonymes, voir Wincentów.
Wincentów est une localité polonaise de la gmina et du powiat de Końskie en voïvodie de Sainte-Croix.